# Étienne Yver
 (juin 2008).
Pour les articles homonymes, voir Yver.
Étienne Yver (né en 1955) est un artiste plasticien.
Étienne Yver est un peintre, un sculpteur et un scénographe né en 1955 à Caen (Normandie, France). Il expose régulièrement son œuvre depuis 1980. Ses recherches se concentrent sur différents axes : les rapports de sa propre pratique d’artiste-plasticien avec la littérature (Sophocle, Khayyam, Shakespeare, Michel-Ange, La Fontaine, Mallarmé, Apollinaire…) ; avec la musique d’aujourd’hui (Olivier Greif, Philippe Forget, Alexandre Gasparov…) ; avec les arts de la scène (musique, danse et théâtre).
Son travail actuel explore les représentations que l’être humain donne de son corps, et, plus encore, la façon dont il incarne et incorpore ses expériences ou ses pensées : ce qu’Étienne Yver appelle la « chair ».